# The Financial Gazette

The Financial Gazette est un journal hebdomadaire en langue anglaise publié au Zimbabwe. Le périodique, créé en 1969, se concentre sur les affaires, les finances et la politique dans toute l'Afrique australe. Ses actionnaires sont mal connus.

## Historique
Le périodique est créé en 1969. Mais en fait, son origine remonte à 1956. Il s’appelle alors The Rhodesian Financial Gazette et est  à bien des égards un des modes d’expression du  Front rhodésien, à l’époque.  Le 11 novembre 1965, la minorité blanche de Rhodésie déclare unilatéralement l’indépendance du pays (Unilateral Declaration Of Independance - UDI). En 1970, la république de Rhodésie est créée. Un an avant, le journal adapte son titre.
En 1979, année des premières élections multiraciales et de l’avènement du Zimbabwe-Rhodésie, le périodique est  acheté par un groupe d'investisseurs blancs libéraux. En 1982, ils embauchent Clive Wilson comme rédacteur en chef. C’est un journaliste libéral, plutôt prudent, qui améliore la publication grâce à de nouveaux collaborateurs et de nouveaux équipements. Le journal devient la voix la plus importante de la communauté commerciale,  principalement blanche, mais incarne aussi une certaine indépendance. Il augmente sa parution et attire la publicité.  En 1989, des investisseurs noirs sous la direction d'Elias Rusike, rachètent cette publication et engagent Geoffrey Nyarota comme rédacteur en chef de The Financial Gazette, avec un contenu qui s’ouvre davantage au domaine politique., même si le journal reste aussi consacré  aux  affaires et aux finances dans toute l'Afrique australe. Son slogan est «Le journal des entreprises et des finances de l'Afrique australe» .
La distribution de la Gazette financière est de 40 000 exemplaires en 2000, mais les enquêtes positionnent le nombre de lecteurs de l'édition imprimée à dix fois ce nombre, soit 400 000 par semaine. Le site Web du journal attire plus d'un million de visites par mois, ce qui amène l'éditeur à affirmer que The Financial Gazette est le journal le plus lu au Zimbabwe.
Compte tenu du caractère assez autoritaire du régime sous la houlette de Robert Mugabe, des questions ont été soulevées quant à savoir si The Financial Gazette est resté réellement indépendant. Des pressions ont été exercées sur le journal et son actionnariat par le pouvoir politique dans les années 1990. Le journal  aurait « purgé » sa rédaction, plusieurs journalistes seraient partis dont Trevor Ncube ,. Des rumeurs, non confirmées, ont circulé  ultérieurement sur une prise de contrôle par le gouvernement zimbabwéen, ou par des investisseurs chinois.